# 装飾体 (文体)
装飾体（そうしょくたい、ornate style）とは、文章の類型の一種である。修辞学においては、描写や叙述性の面からみて技巧的な文体を広く指す用語である。美文体（figurative style）、荘重体（grand style）などと呼ばれることもある。多彩な修飾語や比喩表現を効果的に用いることによって一般に華やかな印象をもたせることのできる文体である。一方で文の構造が複雑になりがちであり、しばしば意味がわかりにくいという一面もある。反対に修飾語の使用を控え文章のわかりやすさを重視した文体を平明体（transparent style）と呼ぶ。

## 三島由紀夫の例
三島由紀夫は華麗な装飾体を用いた作品が多いことで特に有名である。以下にその例を挙げる。

## 屈折体
装飾体をさらに徹底させた文体を屈折体と呼ぶ。一例として大江健三郎の文章を挙げる。文の構造はきわめて複雑で、文脈をたどるのは慣れていないと難しい。

## 階層的文章
長い文章をおこす際、最初におおまかな構成を決めた上で細部の記述を順次追加していくという技法は有用な手段の一つである。この技法はコンピュータにおけるアウトラインプロセッサと親和性が高く、究極的には単語のひとつひとつに注釈をつけたり、注釈にまた別の注釈をつけたりという文章をつくることすらも容易に可能である。小田嶋隆はパソコンを用いて次のような文を考案している。丸括弧を多用しているが、蛇足な修飾部分をのぞけば「オレはたまねぎが嫌いだ」という骨格が残る。小田嶋自身、このような文章を表現技法として好んで使用しているという。

## 註